# Шта ћу мала с тобом
Шта ћу мала с тобом је четврти студијски албум југословенског фолк певача Нина Решића, издат 1994. године за ПГП РТС. Песме Шта ћу мала с тобом и Донеси дивље мирисе постале су његови највећи хитови. Пратеће вокале певала је Вера Нешић, а продуцент је био Перица Здравковић, који је компоновао све песме.

## Списак песама
Аутор(и) свих песама: Перица Здравковић.
| №   | Назив                       | Текст                 | Трајање |  |
| 1.  | Шта ћу мала с тобом         | Ратко Пајић           |         |  |
| 2.  | Удахни дубоко               | Љиљана Јевремовић     |         |  |
| 3.  | Сунце нек потамни           | Вељко Станић          |         |  |
| 4.  | Донеси дивље мирисе         | Вељко Станић          |         |  |
| 5.  | Шта то немам                | Нена Лековић          |         |  |
| 6.  | Очи без сјаја               | Љиљана Јевремовић     |         |  |
| 7.  | Боље да те нисам ни пољубио | Драган Брајовић Браја |         |  |
| 8.  | Хајде да се загрлимо        | Стевица Спасић        |         |  |
| 9.  | Неда суза да се моли        | Ратко Пајић           |         |  |
| 10. | Засвираће све гитаре        | Нена Лековић          |         |  |